# Aleš Dostál
Aleš Dostál (* 5. června 1946, Ostrava) je český spisovatel, člen Obce spisovatelů ČR.

## Životopis
Aleš Dostál se narodil v Ostravě, po maturitě na SVVŠ v Ostravě-Porubě roku 1963 studoval na Lesnické fakultě Vysoké školy zemědělské v Brně obor lesní inženýrství. Po promoci v roce 1968 a roční základní vojenské službě nastoupil jako lesní technik na Lesní závod Karlovice ve Slezsku (1970–1973), později přešel na Lesní závody Javorník ve Slezsku (1973–1980) a Lesní závod Vítkov (1980–1992). Po vzniku nové organizace státních lesů pod názvem Lesy České republiky (rok 1992) se stal revírníkem na revíru Dubová Lesní správy Vítkov, kde působil až do roku 2009. Žije v Radkově na Opavsku.

## Dílo
- Řeky pramení v horách, Profil 1981
- Ještě jednou se nebát, Profil 1985
- Povahou neodpovídá předpisům, Profil 1988
- Velikonoční jelen a příběhy loveckých psů, Beletris 2011
- Bílá daněla, Akcent 2012
- Lovy s Dianou, Akcent 2013
- Řeky pramení v horách, (2. upravené vydání), Akcent 2014
- Nejen o psech, Columbus 2014
- Za všechno mohou jeleni, Akcent 2015
- Pytlácké povídky, Knižní klub 2017
- Trofeje a ztráty, Knižní klub 2018
- Všichni psi mého života, Klika 2019
- Na tý louce zelený, Knižní klub 2020
- Když prší jehličí, Brána 2021
- Válka s vlky, Knižní klub 2022
- Daňky hlava nebolí, Knižní klub  2022
- Myslivecké povídky, Knižní klub 2023
- Pytlácké povídky(2. vydání) Knižní klub 2024
- Za všechno mohou jeleni(2.vydání) Knižní klub2024
- Pod okny je muflon, Knižní klub 2025

## Účast v almanaších
- Oheň, Profil 1978 – povídka Světlo a stín
- Do dlaní chceme žhavou lávu nabírat, Profil 1979 – blok příspěvků, pojmenovaný „Neznámá lokalita tajgy ve střední Evropě“; obsahuje povídky Krásný černý les a Jednou za pět let
- Duše plné slov, Havlíček 2017 – povídka Na čekané